# Ларина, Валерия Борисовна
Ларина Валерия Борисовна (10 апреля 1926, Ленинград, СССР — 25 февраля 2008, Санкт-Петербург, Россия) — советская художница, живописец, член Санкт-Петербургского Союза художников (до 1992 года — Ленинградской организации Союза художников РСФСР).

## Биография
Ларина Валерия Борисовна родилась 10 апреля 1926 года в Ленинграде в семье советского лингвиста Бориса Александровича Ларина. В 1946 поступила на первый курс живописного факультета Ленинградской институт живописи, скульптуры и архитектуры имени И. Е. Репина. Занималась у Петра Белоусова, Ивана Степашкина, Александра Зайцева. В 1953 году окончила институт по мастерской Бориса Иогансона с присвоением квалификации художника живописи. Дипломная работа — картина «Юные кораблестроители».
У Валерии была сестра Людмила и брат Дмитрий.
С 1953 года участвовала в выставках, экспонируя свои работы вместе с произведениями ведущих мастеров изобразительного искусства Ленинграда. Писала портреты, пейзажи, натюрморты, жанровые и тематические композиции, этюды с натуры. Ведущий жанр — портрет современника. В 1954 году была принята в члены Ленинградского Союза художников. Преподавала на кафедре общей живописи ЛВХПУ имени В. И. Мухиной. Развитие живописной манеры шло от натурного письма, основанного на конструктивной роли рисунка и тщательной разработки тональных отношений, в сторону усиления декоративности цвета, обобщённости рисунка и условности композиции.
Среди произведений, созданных Валерией Лариной, «Портрет художника А. Д. Зайцева», «Портрет артистки М. Боккадоровой» (обе 1954), «Портрет прокатчика Кировского завода» (1957), «Хакасская девушка» (1958), «Портрет В. Руденко, обрубщика Кировского завода», «Портрет учёного», «Рыбачка с Трубежа» (все 1960), «Групповой портрет рабочих», «Портрет сварщика Василия Седых», «Выборг. Крепость», «Борисоглебск» (все 1961), «Портрет сына» (1962), «Портрет штукатура», «Портрет баскетболистки Тани Ивановой» (обе 1964), «Портрет писателя Льва Успенского», «Натюрморт» (обе 1965), «Портрет инженера Г. П. Ивановой» (1975), «Портрет спортсменки» (1976), «Портрет художника театра В. Л. Степанова» (1980), «Детский кардиолог Н. Камаева» (1997) и другие.
Скончалась 25 февраля 2008 года в Санкт-Петербурге на 82-м году жизни.
Произведения В. Б. Лариной находятся в музеях и частных собраниях в России, Великобритании, Германии, Франции и других странах. Известен портрет В. Лариной, исполненный в 1954 году Н. Ломакиным.

## Выставки
- 1954 год (Ленинград): Весенняя выставка произведений ленинградских художников.
- 1958 год (Ленинград): Осенняя выставка произведений ленинградских художников.
- 1960 год (Ленинград): Выставка произведений художников – женщин Ленинграда в ознаменование 50-летия Международного женского дня 8 Марта , с участием Евгении Антиповой, Таисии Афониной, Евгении Байковой, Ирины Балдиной, Златы Бызовой, Нины Веселовой, Елены Гороховой, Марии Зубреевой, Марина Козловской, Татьяны Копниной, Майи Копытцевой, Елены Костенко, Валерии Лариной, Марии Рудницкой, Елены Скуинь, Надежды Штейнмиллер и других.
- 1960 год (Ленинград): Выставка произведений ленинградских художников.
- 1960 год (Москва): Советская Россия. Республиканская художественная выставка.
- 1961 год (Ленинград): Выставка произведений ленинградских художников 1961 года.
- 1962 год (Ленинград): Осенняя выставка произведений ленинградских художников, с участием Петра Альберти, Евгении Антиповой, Таисии Афониной, Всеволода Баженова, Николая Баскакова, Ивана Варичева, Валерия Ватенина, Ростислава Вовкушевского, Николая Галахова, Владимира Горба, Алексея Еремина, Энгельса Козлова, Бориса Корнеева, Александра Коровякова, Бориса Лавренко, Ивана Лавского, Валерии Лариной, Олега Ломакина, Гавриила Малыша, Евсея Моисеенко, Николая Мухо, Петра Назарова, Веры Назиной, Михаила Натаревича, Дмитрия Обозненко, Владимира Овчинникова, Льва Орехова, Сергея Осипова, Николая Позднеева, Галины Румянцевой, Глеба Савинова, Александра Семенова, Арсения Семенова, Елены Скуинь, Александра Столбова, Александра Татаренко, Виктора Тетерина, Николая Тимкова, Михаила Труфанова, Юрия Тулина,  Надежды Штейнмиллери других ленинградских живописцев.
- 1964 год (Ленинград): Ленинград. Зональная выставка.
- 1965 год (Ленинград): Весенняя выставка произведений ленинградских художников.
- 1980 год (Ленинград): Зональная выставка произведений ленинградских художников.
- 1993 год (Петербург): Выставка произведений художников — участников Великой Отечественной войны Санкт-Петербургского Союза художников России.
- 1997 год (Петербург): Связь времён. 1932—1997. Художники — члены Санкт-Петербургского Союза художников России.